# Жан Тирол
Жан Тиро̀л (на френски: Jean Tirole) е френски икономист.
Роден е на 9 август 1953 година в Троа. През 1978 година завършва приложна математика в Университета „Пари-Дофин“, а през 1981 година защитава докторат по икономика в Масачузетския технологичен институт. След това преподава в Националното училище за мостове и пътища (1981 – 1984), Масачузетския технологичен институт (1984 – 1992), „Екол политекник“ (1994 – 1996) и Висшата школа за социални науки (1995 – 2020). Работи главно в областите на индустриалната организация, теорията на игрите, финансите и психологията и тяхното приложение върху теорията на регулациите и тяхното въздействие върху иновациите.
През 2014 година Жан Тирол получава Нобелова награда за икономика за своя анализ на пазарната сила и регулациите.